# Synellapotillus testaceimembris
Synellapotillus testaceimembris is een keversoort uit de familie mierkevers (Cleridae). De wetenschappelijke naam van de soort is voor het eerst geldig gepubliceerd in 1939 door Pic.